# Ludmiła Mazurkiewicz
Ludmiła Elżbieta Mazurkiewicz (ur. 9 stycznia 1928 w Brześciu, zm. 19 stycznia 1997) – polska działaczka kulturalna i harcmistrzyni, poseł na Sejm PRL VII kadencji.

## Życiorys
Była więziona w przymusowym obozie pracy Łachów koło Warszawy, a w 1944 w tartaku „Bugaj” w Starachowicach. W 1946 ukończyła Gimnazjum Koeduakcyjne Związku Zawodowego Metalowców w Starachowicach, a w 1973 Studium Teatralne w Warszawie, uzyskując wykształcenie wyższe.
Od 1936 działała w harcerstwie. W 1963 była organizatorką i pierwszą drużynową 111. artystycznej drużyny im. K. K. Baczyńskiego w Starachowicach, w 1979 komendantką 14. Szczepu im. Janusza Korczaka w Starachowicach, a w latach 1973–1975 kierownikiem Wydziału Kultury Kieleckiej Chorągwi ZHP. Od 1968 do 1973 zasiadała w Radzie Naczelnej Związku Harcerstwa Polskiego. Była także kierownikiem Klubu Nauczyciela Związku Nauczycielstwa Polskiego w Starachowicach. W 1976 uzyskała mandat posła na Sejm PRL w okręgu Skarżysko-Kamienna. Zasiadała w Komisji Oświaty i Wychowania oraz w Komisji Pracy i Spraw Socjalnych.
W 2017 w Starachowicach otworzono skwer im. Harcmistrzów Ludmiły i Stefana Mazurkiewiczów.

## Odznaczenia
- Krzyż Kawalerski Orderu Odrodzenia Polski
- Złoty Krzyż Zasługi
- Srebrny Krzyż Zasługi
- Brązowy Krzyż Zasługi
- Medal Komisji Edukacji Narodowej
- Medal 30-lecia Polski Ludowej
- Złoty Krzyż „Za Zasługi dla ZHP”
- Odznaka honorowa „Zasłużony dla Kultury Polskiej”